# ビーコス
株式会社ビーコス（英: b-cause Inc.）は、東京都港区浜松町に本社を置く外国人の人材派遣企業。韓国人をはじめ、マリ共和国、中国、ミャンマー、ポーランドなどの6人が結成した外国人留学生による就職活動をサポートする有志によりスタート。2001年10月19日に法人化。

## 沿革
- 1998年8月 - 飛魚インターナショナル設立 代表：ウスビ・サコ（元精華大学学長）
- 2001年10月 - 代表者を金 春九に変更
- 2001年10月 - 株式会社ビーコス登記
- 2003年4月 - 株式会社ビーコスコリア 設立（韓国現地法人）
- 2008年3月 - 株式会社b-cause中国 設立（中国現地法人）
- 2009年3月 - 本社を東京都港区に移転
- 2014年10月 - 株式会社ビーコスフィリピン設立（フィリピン現地法人）
- 2016年8月 - 株式会社ビーコバングラデッシュ設立（バングラデッシュ現地法人）
- 2024年7月 - 本社を東京都新宿区市谷柳町に移転、現在に至る

## 事業内容
- 日本で一番多い180言語の翻訳・通訳サービス
- 日本初の外国人人材エージェントとして外国人の人材派遣・人材紹介、求人媒体hiworkを運営業務
- 来日外国人向けの日本の旅行情報、文化体験、食文化を伝える映像配信（YouTube、TikTok、Instagram）事業